# Francisco Castaño
Francisco Javier Castaño Allende (Gijón, 29 dicembre 1972) è un ex calciatore spagnolo, di ruolo centrocampista.

## Carriera
Ha giocato un totale di 121 gare in Primera División e 153 in Segunda División.